# Epiplatymetra allidaria
Epiplatymetra allidaria är en fjärilsart som beskrevs av William Schaus 1901. Epiplatymetra allidaria ingår i släktet Epiplatymetra och familjen mätare. Inga underarter finns listade i Catalogue of Life.